# Il ballo della vita
Il ballo della vita é o álbum de estúdio de estreia da banda de rock italiana Måneskin. Foi lançado em 26 de outubro de 2018 pelas gravadoras RCA e Sony. O álbum inclui os singles de sucesso "Morirò da re", "Torna a casa", "Fear for Nobody", "L'altra dimensione" e "Le parole lontane".
O álbum atingiu o número um na tabela de álbuns italiana, conseguiu alcançar o top 20 nas tabelas de música europeias, e recebeu um triplo certificado de platina pela FIMI.

## Descrição
Tal como no EP anterior, o som da banda é um pop rock italiano moderno com influências do funk, reggae e ska. Em entrevista para o The Upcoming, eles citaram como inspiração para o álbum artsitas como Led Zeppelin, Arctic Monkeys, Harry Styles, Red Hot Chili Peppers, e Bruno Mars.
O título do álbum significa uma "celebração da juventude, da liberdade". A figura central das letras do álbum é a musa fictícia "Marlena", uma "mulher que representa a beleza e a mensagem que queremos comunicar: uma mensagem de liberdade de escolha, de atitude, de estilo à qual tentámos dar um rosto, um nome e uma voz". Outro protagonista é um homem que quer estar com ela até ao fim. Segundo Damiano David, ela é também uma "personificação do medo de não poder ser como é". O homem é segurança, acreditando em si próprio, como um pai ou um irmão mais velho, e leva esta mulher a uma situação objetivamente desconfortável para a levar a uma versão melhor: não a mudando, mas fazendo-a aceitar-se a si própria, às suas aspirações".
Cinco das doze canções têm letra em língua inglesa, especificamente, "New Song", "Sh*t Blvd", o single "Fear for Nobody", "Are You Ready?" e "Close to the Top".

## Promoção
Em outubro de 2018, foi lançado um filme documentário This Is Måneskin, que aborda a vida profissional e pessoal dos membros e o processo criativo de produção do álbum.

## Desempenho comercial
Em maio de 2019, as faixas acumulavam mais de 196 milhões de streams no Spotify. Após a vitória da banda no Festival Eurovisão da Canção 2021 com a canção "Zitti e buoni", o álbum entrou pela primeira vez nas paradas fora de Itália (e Suíça).

## Turnê
O álbum foi promovido pela primeira turnê da carreira da banda, que aconteceu em 2018 e 2019, e esgotou mais de 70 datas, vendendo mais de 140.000 bilhetes, incluindo a sua primeira turnê europeia com onze datas esgotadas na Espanha, França, Suíça, Alemanha, Bélgica e Reino Unido.

### Datas
| Data                    | Cidade             | País       | Local                          |
| Europa                  | Europa             | Europa     | Europa                         |
| ----------------------- | ------------------ | ---------- | ------------------------------ |
| 10 de novembro de 2018  | Senigallia         | Itália     | Mamamia                        |
| 14 de novembro de 2018  | Firenze            | Itália     | Teatro Obihall                 |
| 15 de novembro de 2018  | Padua              | Itália     | Gran Teatro Geox               |
| 17 de novembro de 2018  | Bologna            | Itália     | Estragon                       |
| 18 de novembro de 2018  | Bologna            | Itália     | Estragon                       |
| 23 de novembro de 2018  | Milano             | Itália     | Fabrique                       |
| 24 de novembro de 2018  | Milano             | Itália     | Fabrique                       |
| 30 de novembro de 2018  | Bari               | Itália     | Demodé Club                    |
| 1 de dezembro de 2018   | Naples             | Itália     | Casa Della Musica Federico I   |
| 6 de dezembro de 2018   | Brescia            | Itália     | Gran Teatro Morato             |
| 9 de dezembro de 2018   | Venaria Reale      | Itália     | Teatro Della Concordia         |
| 12 de dezembro de 2018  | Firenze            | Itália     | Teatro Obihall                 |
| 14 de dezembro de 2018  | Roma               | Itália     | Atlantico                      |
| 15 de dezembro de 2018  | Roma               | Itália     | Atlantico                      |
| 20 de dezembro de 2018  | Milano             | Itália     | Fabrique                       |
| 30 de dezembro de 2018  | Riccione           | Itália     | Piazzale Ceccarini             |
| 31 de dezembro de 2018  | Olbia              | Itália     | Molo Brin                      |
| 6 de fevereiro de 2019  | Barcelona          | Espanha    | Razzmatazz                     |
| 7 de fevereiro de 2019  | Madrid             | Espanha    | Cool Stage                     |
| 9 de fevereiro de 2019  | Paris              | França     | Café de la Danse               |
| 12 de fevereiro de 2019 | Zürich             | Suíça      | Kaufleuten                     |
| 13 de fevereiro de 2019 | Bern               | Suíça      | Bierhübeli                     |
| 15 de fevereiro de 2019 | Hamburg            | Alemanha   | Nochtspeicher                  |
| 17 de fevereiro de 2019 | Stuttgart          | Alemanha   | Schräglage Stuttgart           |
| 19 de fevereiro de 2019 | Brussels           | Bélgica    | La Madeleine                   |
| 22 de fevereiro de 2019 | London             | Inglaterra | London Oslo                    |
| 24 de fevereiro de 2019 | London             | Inglaterra | London Oslo                    |
| 27 de fevereiro de 2019 | Munich             | Alemanha   | Backstage München              |
| 28 de fevereiro de 2019 | Lugano             | Suíça      | Palazzo Dei Congressi          |
| 1 de março de 2019      | Lugano             | Suíça      | Palazzo Dei Congressi          |
| 7 de março de 2019      | Bologna            | Itália     | Estragon                       |
| 8 de março de 2019      | Bologna            | Itália     | Estragon                       |
| 12 de março de 2019     | Firenze            | Itália     | Teatro Obihall                 |
| 13 de março de 2019     | Firenze            | Itália     | Teatro Obihall                 |
| 15 de março de 2019     | Fontaneto d'Agogna | Itália     | Pala Phenomenon                |
| 16 de março de 2019     | Venaria Reale      | Itália     | Teatro Della Concordia         |
| 18 de março de 2019     | Venaria Reale      | Itália     | Teatro Della Concordia         |
| 22 de março de 2019     | Padua              | Itália     | Gran Teatro Geox               |
| 24 de março de 2019     | Milan              | Itália     | Fabrique                       |
| 27 de março de 2019     | Bologna            | Itália     | Estragon                       |
| 28 de março de 2019     | Bologna            | Itália     | Estragon                       |
| 30 de março de 2019     | Roma               | Itália     | Atlantico                      |
| 31 de março de 2019     | Roma               | Itália     | Atlantico                      |
| 2 de abril de 2019      | Roma               | Itália     | Atlantico                      |
| 6 de abril de 2019      | Roma               | Itália     | Atlantico                      |
| 7 de abril de 2019      | Milano             | Itália     | Fabrique                       |
| 9 de abril de 2019      | Milano             | Itália     | Fabrique                       |
| 10 de abril de 2019     | Milano             | Itália     | Fabrique                       |
| 9 de junho de 2019      | Treviso            | Itália     | Zona Dogana                    |
| 23 de junho de 2019     | Roma               | Itália     | Auditorium Parco della Musica  |
| 24 de junho de 2019     | Roma               | Itália     | Auditorium Parco della Musica  |
| 6 de julho de 2019      | Barolo             | Itália     | Piazza Colbert                 |
| 14 de julho de 2019     | Barcelona          | Espanha    | Circuit de Barcelona-Catalunya |
| 19 de julho de 2019     | Lucca              | Itália     | Piazza Napoleone               |
| 27 de julho de 2019     | Bellinzona         | Suíça      | Corte Interna del Castelgrande |
| 25 de agosto de 2019    | Macerata           | Itália     | Sferisterio di Macerata        |
| 11 de setembro de 2019  | Paris              | França     | La Cigale                      |
| 14 de setembro de 2019  | Sesto San Giovanni | Itália     | Carroponte                     |
| 28 de novembro de 2019  | London             | Inglaterra | The Dome                       |

## Lista de faixas
Todas as faixas foram escritas por Damiano David, exceto a sétima faixa, que foi escrita por Damiano David, Matteo Privitera e Luigi Florio.
| N.º            | Título                          | Duração |  |
| 1.             | "New Song"                      | 3:33    |  |
| 2.             | "Torna a casa"                  | 3:50    |  |
| 3.             | "L'altra dimensione"            | 2:06    |  |
| 4.             | "Sh*t Blvd"                     | 3:22    |  |
| 5.             | "Fear for Nobody"               | 2:30    |  |
| 6.             | "Le parole lontane"             | 3:25    |  |
| 7.             | "Immortale" (feat. Vegas Jones) | 2:31    |  |
| 8.             | "Lasciami stare"                | 2:49    |  |
| 9.             | "Are You Ready?"                | 2:34    |  |
| 10.            | "Close to the Top"              | 2:18    |  |
| 11.            | "Niente da dire"                | 2:36    |  |
| 12.            | "Morirò da re"                  | 2:37    |  |
| Duração total: | Duração total:                  | 34:11   |  |